# Чемпионат мира по географии
Чемпионат мира по версии National Geographic (ранее назывался Международная Географическая Олимпиада, которая в настоящее время является названием другого конкурса для старших школьников) — географический конкурс для школьников, который проводится раз в два года, обычно в конце июля или начале августа по нечетным годам.
Чемпионат впервые был проведен в 1993 году и проводится при финансовой поддержке Национального географического общества. Команды состоят из трех учеников в возрасте до 17 лет и одного руководителя. Ребята избираются из числа тех, кто выиграл национальные соревнования (например, National Geographic Bee в США, Всероссийская олимпиада школьников по географии или Australian Geography Competition в Австралии). 
В первый день соревнований команды выполняют письменный тест, на котором все члены команды работают вместе, а во второй — практический тур, на котором участники показывают свои практические географические навыки, такие, например, как использование карты для нахождения секретных точек. Затем результаты подсчитываются и складываются. Три лучшие по результатам этих туров команды выходят в финал. 
Финальный раунд состоит из вопросов, подобных вопросам на National Geographic Bee. Ведущий Алекс Требек читает вопросы команде или одному из членов команды. Эти вопросы могут также включать использование наглядных пособий, таких как карты и фотографии. Занявшие третье место получают бронзу, вторые и первые — серебро и золото, соответственно.

## Победители и места проведения
Ниже представлены победители и призеры чемпионатов мира разных годов. Россия трижды была третьей, единожды второй и выиграла Чемпионат 2011.
| Год  | Место проведения                | Время проведения   | Первое место                                                | Второе место                                             | Третье место                                            |
| ---- | ------------------------------- | ------------------ | ----------------------------------------------------------- | -------------------------------------------------------- | ------------------------------------------------------- |
| 1993 | Лондон, Великобритания          | зо июня - 3 июля   | США                                                         | Великобритания                                           | Россия Роман Амбурцев (к) Валерий Перелыгин Роман Фомин |
| 1995 | Орландо, штат Флорида, США      |                    | Австралия                                                   | Великобритания                                           | Канада                                                  |
| 1997 | Вашингтон, США                  | 5—6 августа        | Канада                                                      | Аргентина                                                | Россия                                                  |
| 1999 | Торонто, Канада                 | 10—11 августа      | США                                                         | Канада                                                   | Россия                                                  |
| 2001 | Ванкувер, Канада                | 1—2 августа        | США                                                         | Канада                                                   | Венгрия                                                 |
| 2003 | Тампа, штат Флорида, США        | 15—16 июля         | США                                                         | Германия                                                 | Франция                                                 |
| 2005 | Будапешт, Венгрия               | 11—14 июля         | США                                                         | Россия Иван Прохоров (к) Ренат Темиргалеев Вера Ефремова | Канада                                                  |
| 2007 | Сан-Диего, штат Калифорния, США | 5—10 августа       | Мексика                                                     | США                                                      | Канада                                                  |
| 2009 | Мехико, Мексика                 | 9—16 июля          | Канада                                                      | США                                                      | Польша                                                  |
| 2011 | Сан-Франциско, США              | 23—28 июля         | Россия Егор Шустов (к) Александр Бондарчук Мария Самолетова | Канада                                                   | Тайвань                                                 |
| 2013 | Санкт-Петербург, Россия         | 27 июля —1 августа | США                                                         | Канада                                                   | Индия                                                   |
| 2015 | Стокгольм, Швеция               |                    |                                                             |                                                          |                                                         |